# Sedliská
Sedliská é um município da Eslováquia, situado no distrito de Vranov nad Topľou, na região de Prešov. Tem 10,13 km² de área e sua população em 2018 foi estimada em 1.432 habitantes.

## Demografia
| Ano:        | 1994 | 2004   | 2014   | 2024    |
| ----------- | ---- | ------ | ------ | ------- |
| Broj ljudi: | 1213 | 1286   | 1380   | 1537    |
| Razlika:    |      | +6,01% | +7,30% | +11,37% |

| Ano:               | 2023 | 2024   |
| ------------------ | ---- | ------ |
| Número de pessoas: | 1530 | 1537   |
| Diferença:         |      | +0,45% |